# Gradius
Gradius (グラディウス Guradiusu?) är ett horisontellt scrollande shoot 'em up-spel utvecklat av Konami 1985, och är det första spelet i den långa Gradiusserien. Spelet populariserade möjligheten att uppgradera vapen genom att plocka på sig power-ups under spelets gång. Spelet var ursprungligen avsett för arkadhallar och använde då Bubble System (Gradius)respektive Konami GX400 (Nemesis)), men konverterades från 1986 till många spelsystem, framförallt NES och den japanska hemdatorstandarden MSX. Gradius satte standarden för horisontella shoot 'em up-spel för många år, bland dess främsta konkurrenter fanns Irems R-Type.
Den kända Konamikoden skapades under utvecklingen av NES-versionen av det här spelet. Koden lyder Upp, upp, ner, ner, vänster, höger, vänster, höger, B, A.

## Handling
Planeten Gradius är i fara, efter ett anfall från Bacterions. Det gäller att rädda planeten.

### Fotnoter
1. ↑  Effie Karabuda (27 februari 2020). ”Skaparen bakom Konamikoden är död” (på svenska). Sportbladet. https://spela.aftonbladet.se/2020/02/skaparen-bakom-konamikoden-ar-dod/. Läst 23 november 2022.
2. ↑  ”Gradius” (på engelska). Mobygames. 15 mars 1985. http://www.mobygames.com/game/gradius. Läst 17 maj 2015.